# Paul Gustav Wislicenus
Paul Gustav Wislicenus (* 2. Januar 1847 in Halle an der Saale; † 12. Februar 1917 in Bad Nauheim) war ein deutscher Historiker, Schriftsteller und Shakespeare-Forscher.
Er entstammte einer ursprünglich aus dem polnischen Wiślica kommenden Burgmannenfamilie, die im 17. Jahrhundert über Ungarn im Zuge der Gegenreformation nach Thüringen kam. Sein Vater Gustav Adolf Wislicenus war Theologe und Bibelforscher. Seine Brüder waren der Chemiker Johannes Wislicenus sowie der 1866 am Tödi in der Schweiz verunglückte Germanist Hugo Wislicenus. Der Maler Hermann Wislicenus war sein Cousin. Er selbst zog mit seinen Eltern 1853 nach Amerika, lebte dort in Boston und ab 1854 in Hoboken bei New York, kam aber 1856 über Paris nach Zürich und besuchte dort die Kantonalschule. Ab 1863 studierte er an der Universität Zürich Geschichte und ging 1868 zuerst nach Bonn, dann Halle und 1869 nach Berlin. Im Sommer 1868 promovierte er mit der Doktorarbeit Geschichte der Elbgermanen vor der Völkerwanderung bei Max Büdinger (Zürich) und Ernst Ludwig Dümmler (Halle). In diesem Werk zur Frühgeschichte der Germanen, das sich rein auf Ableitungen aus antiken römischen Quellen stützt, kreierte er den Fachbegriff „Elbgermanen“.
Zwischen 1869 und 1873 lebte er in Hamburg, wo er 1870 Marie Auguste Stückrath heiratete, mit der er 7 Kinder haben sollte. Danach arbeitete er als Lehrer an der Handelsschule in Leipzig. 1875 ging er nach Berlin und war dort bei der Gesellschaft für Verbreitung von Volksbildung tätig, die er als Generalsekretär von 1886 bis 1890 leitete. Danach war er zeitweilig Leiter des Alldeutschen Verbandes und des 1893 gegründeten Berliner Bismarck-Ausschusses. Die restlichen Jahre seines Lebens lebte er als Journalist und Schriftsteller, teils in Berlin, teils in der Schweiz. Er machte sich zeitweise als Shakespeare-Forscher einen Namen, so untersuchte er in einem damals beachteten Werk dessen Totenmaske auf ihre Echtheit.

## Werke
- Die Geschichte der Elbgermanen vor der Voelkerwanderung in ihren Hauptzuegen. Eduard Heynemann Verlag, Halle 1868 (im Volltext online in der Google-Buchsuche).
- Konrad der Erste, König von Deutschland : Ein Trauerspiel aus der Geschichte, Leipzig, 1872
- Nachweise zu Shakespeares Totenmaske : Die Echtheit der Maske, Diederichs, Jena, 1913
- England und der Weltkrieg : Betrachtungen über die Volksseele, Falken-Verlag, Darmstadt, 1916